# 南京中山植物园
中山植物园位于南京东郊紫金山，占地186公顷，原名“中山先生纪念植物园”，建于1929年，是中国第一座国立植物园。1954年改名中国科学院南京中山植物园，实行植物园与植物研究所“园所一体”体制，1970年划归江苏省，1993年实行江苏省与中国科学院共建。
中山植物园是中国中、北亚热带植物研究中心，是中国最早加入“国际自然和自然资源保护联盟”的植物园。同时它也是南京重要的旅游景点，有“植物阆苑”之称，为新金陵四十八景之一。
江苏省中国科学院植物研究所与南京中山植物园是两位一体的综合性植物科学研究机构，前身为中央研究院植物研究所。

## 链接
- 南京中山植物园（页面存档备份，存于）

32°3′26″N 118°49′51″E / 32.05722°N 118.83083°E